# 蒙特科尔维诺-罗韦拉
蒙特科尔维诺-罗韦拉（義大利語：Montecorvino Rovella），是意大利萨莱诺省的一个市镇。总面积42平方公里，人口12520人，人口密度298.1人/平方公里（2009年）。ISTAT代码为065073。